# Megascops gilesi
Megascops gilesi (лат.) — вид птиц рода Megascops из семейства совиных, обнаруженный на территории изолированного горного массива Сьерра-Невада-де-Санта-Марта в Колумбии. Формально описан Нильсом Краббе в 2017 году, хотя встречи происходили и ранее.
Держатся на высотах 1800—2500 м. Вид назван в честь натуралиста по имени Robert Giles.

## Описание
Окраска похожа на оперение других представителей этого рода: голова, спина, грудь и крылья от красноватого до серовато-коричневого цвета, а также бледный живот. На груди есть более тёмные коричневые полосы, чем на спине, а на животе — бледно-коричневые полосы. У лапок золотисто-жёлтые перья.